# Elaphoglossum insulare
Elaphoglossum insulare är en träjonväxtart som beskrevs av Carl Frederik Albert Christensen. Elaphoglossum insulare ingår i släktet Elaphoglossum och familjen Dryopteridaceae. Inga underarter finns listade.